# Place des Martyrs (Tripoli)
Pour les articles homonymes, voir Place des Martyrs.
La place des Martyrs (arabe : ميدان الشهداء, Maydān aš-Šuhadāʾ, anciennement place Verte (arabe : الساحة الخضراء, as-Sāḥah al-Ḫaḍrāʾ) est une vaste esplanade du centre de Tripoli. Centre névralgique de la capitale libyenne, elle fut un des hauts-lieux de la vie politique sous le régime de Kadhafi. C’est sur cette place qu'avaient lieu chaque année le défilé militaire commémorant la Révolution du Fateh (1er septembre) et que le « Guide de la Révolution », Mouammar Kadhafi, s’adressait au peuple.
Pendant la Guerre civile de 2011, la place Verte devient une des « tribunes » des sympathisants du régime, et des « manifestations populaires », filmées par la télévision d’État, y sont fréquemment organisées. Au soir du 21 août 2011, après les rudes combats de la Seconde bataille de Tripoli, les rebelles du CNT prennent possession de la place, et y célèbrent leur victoire.
Les immeubles qui l’entourent abritent notamment un important centre commercial. Une forteresse espagnole, baptisée le « Château rouge » (as-Sarāyā al-Ḥamrāʾ) domine l’ensemble.

## Histoire
Cette vaste esplanade est aménagée durant la période coloniale italienne à l’emplacement d'un ancien marché aux pains (souk el-khoubs). Baptisée « Piazza Italia », elle est agrandie à plusieurs reprises et est dotée dans le courant des années 1930 d’un grand ponton précédé de deux colonnes. De grands immeubles à arcades sont bâtis vers la même époque, tels le Palais des offices (Palazzo degli uffici) et le Conseil des corporations de la Libye occidentale (Consiglio delle Corporazioni della Libia Occidentale). Centre névralgique de la ville, la place sert de cadre aux manifestations organisées par le pouvoir fasciste (défilés militaires, revues de troupes, manifestations patriotiques) et Mussolini en personne s’y fait photographier, un sabre à la main — « L’épée de l’Islam », reçue du chef berbère Youssef Kerbiche, et symbole de la volonté du Duce d’apparaître comme le « Protecteur de l’Islam » — en mars 1937.
En 1951, la place est rebaptisée « place de l’Indépendance » et conserve ce nom durant toute la période monarchique. Elle est rebaptisée « place Verte » au moment de la révolution du Fateh, en 1969. C’est sur cette esplanade que sont célébrées, durant plus de quarante ans, tous les grands événements du pouvoir jamahiriyen : défilés militaires (chaque 1er septembre), « manifestations populaires » et discours du « Guide ». Le 22 février 2011, alors qu’une partie du pays vient de se soulever, Mouammar Kadhafi s'exprime depuis la place Verte pendant plus d’une heure, discours repris en direct à la radio et à la télévision d’État, affirmant : « Je suis un révolutionnaire, je n’ai plus rien à perdre. […] La Libye, c’est mon pays ! C’est mon pays ! Je ne vais pas quitter la Libye ! […] Les manifestants sont des rats, des drogués qui veulent imiter ce qui s’est passé en Tunisie et en Égypte. […] C’est un complot d’étrangers, d’Américains, d’Al Qaeda et de fous. Je combattrai jusqu’à la dernière goutte de sang. […] Mouammar Kadhafi n’a pas de poste officiel pour qu’il en démissionne. Mouammar Kadhafi est le chef de la révolution, synonyme de sacrifices jusqu’à la fin des jours […] »
Prise par les rebelles du CNT au soir du 21 août 2011, elle est immédiatement rebaptisée « place des Martyrs ».
La place des Martyrs conserve quelques exemples de l’architecture coloniale italienne, voisinant avec des bâtiments plus anciens, tels le musée As-Saraya al-Hamra, d’origine espagnole, ou plus modernes (réalisations contemporaines, parfois gagnées sur la mer). Dans sa partie orientale, la place abritait également le théâtre royal de Miramare, détruit ultérieurement afin de gagner en superficie. Plusieurs institutions sont situées sur la place des Martyrs, parmi lesquelles l'ancien Congrès général du peuple et la Banque centrale libyenne. Quelques artères importantes partent de la place des Martyrs, comme la rue Omar Moukhtar (connue sous le nom de cours de Sicile pendant la période coloniale) ou la rue Amr ibn al-As.